# 奥永駅
奥永駅（おくながえき）は、かつて熊本県鹿本郡鹿央町（現・山鹿市）奥永にあった山鹿温泉鉄道の駅（廃駅）である。同線では唯一、鹿央町にあった。

## 歴史
- 1955年（昭和30年）4月1日：山鹿温泉鉄道の駅として開業。
- 1965年（昭和40年）2月4日：全線廃止に伴い廃駅。

## 駅構造
1面1線のホームを持つ地上駅。無人駅であった。

## 駅周辺
畑や水田が駅周辺の一面に広がる。民家も少数ながら存在し、熊本県道198号田底鹿本線が線路跡を併走するようにして走る。

## 現在
駅の所在位置を示すものは何も残っていない。

## 隣の駅
山鹿温泉鉄道
山鹿温泉鉄道線
宮原駅 - 奥永駅 - 分田駅